# 安德鲁·罗克
安德鲁·罗克（英語：Andrew Rock，1982年1月23日—），美国男子田径运动员，主攻短跑。他曾代表美国参加2004年夏季奥林匹克运动会田径比赛，获得男子4×400米接力金牌。